# William Gullick

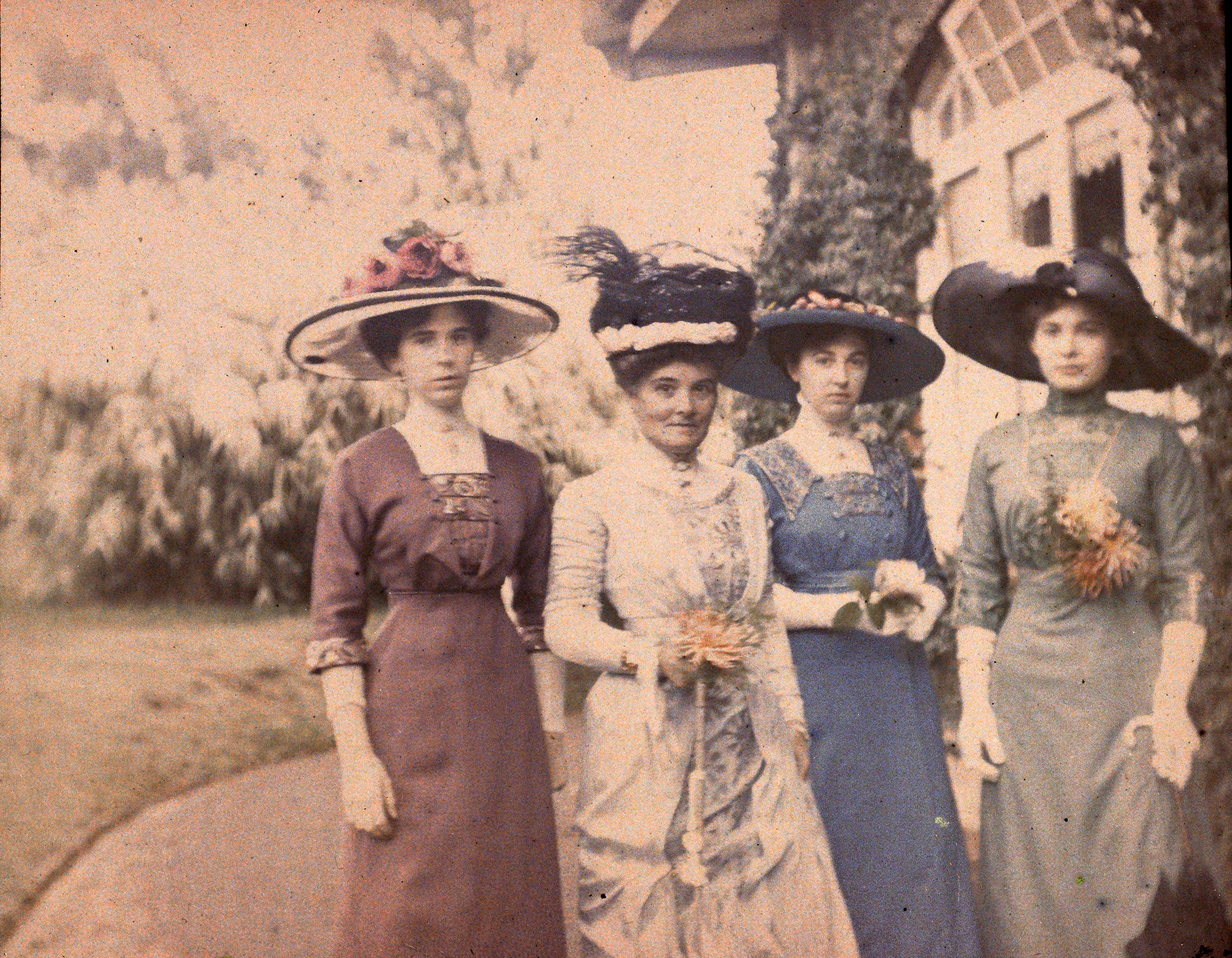
William Gullick: Mary, Zoe, Marjory a Chloe Gullickovy na jedné z prvních barevných fotografií, jejich barvy šatů odpovídají základním barvám autochromu, asi 1909

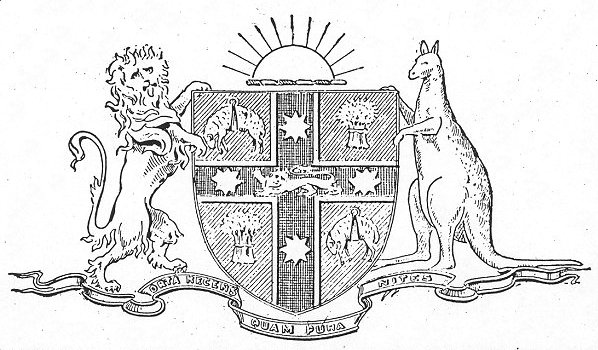
Znak Nového Jižního Walesu publikovaný v březnu 1906, poté, co jej schválil waleský premiér Joseph Carruthers

William Applegate Gullick (1858 – duben 1922) byl vydavatel a cejchovní inspektor v New South Wales, Austrálie. Byl průkopníkem australské fotografie a navrhl znak Nového Jižního Walesu.

## Životopis
Byl pokřtěn v Edingtonu ve Wiltshire v roce 1858. On a jeho rodina emigrovala do Sydney, kde jeho matka zemřela při porodu. Jeho otec, tiskař, ztratil všechny jeho peníze poté, co si vzal Sarah Dust a vyhlásil konkurs v roce 1869.
Gullick začal svou kariéru tiskaře prací pro tiskařskou společnost John Sands and Co. Tato společnost vydávala adresáře a také pracovala na heraldice. Tato organizace vydala rejstřík úmrtí. Vzal si Mary Pierceovou, se kterou měli pět dětí – Chloe, Zoe, Marjory, Dorothy a Noel. Gullick byl požádán, zda by nenavrhl znak Nového Jižního Walesu. Jeho interpretace myšlenky byla publikována v roce 1907 a později vyšla v knize pečetí v roce 1914.

## Barevná fotografie
Gullick jako první experimentoval s barevnou fotografií v Austrálii.
Autochromatický proces bratrů Lumièrových, který používal, byl založen na použití barevné mozaiky mikroskopických zrnek bramborového škrobu obarvených na červenou (oranžovou), zelenou a modrou barvu překrytých černobílou panchromatickou emulzí. Fotografie jeho manželky a dcer (Mary Gullick, Zoe Gullick, Marjory Gullick a Chloe Gullick) byl pořízen na autochrom asi v roce 1909, tedy pouze dva roky po komercionalizaci procesu. Tři základní barvy procesu Lumièrů byl důvod, proč má Gullickova rodina na sobě různě barevné šaty. Snímek byl pořízen u jejich domova v Killaře.
Překvapivě se jednalo o stejné tři barvy jako měla základní pečeť a celá řada heraldických znaků v celé Austrálii. Zoe Gullick (v červeném) pomáhala Gullickovi jako asistentka v laboratoři, když fotografie zpracovával.
Gullick zemřel náhle v dubnu 1922.